# Liste des mammifères en Lituanie

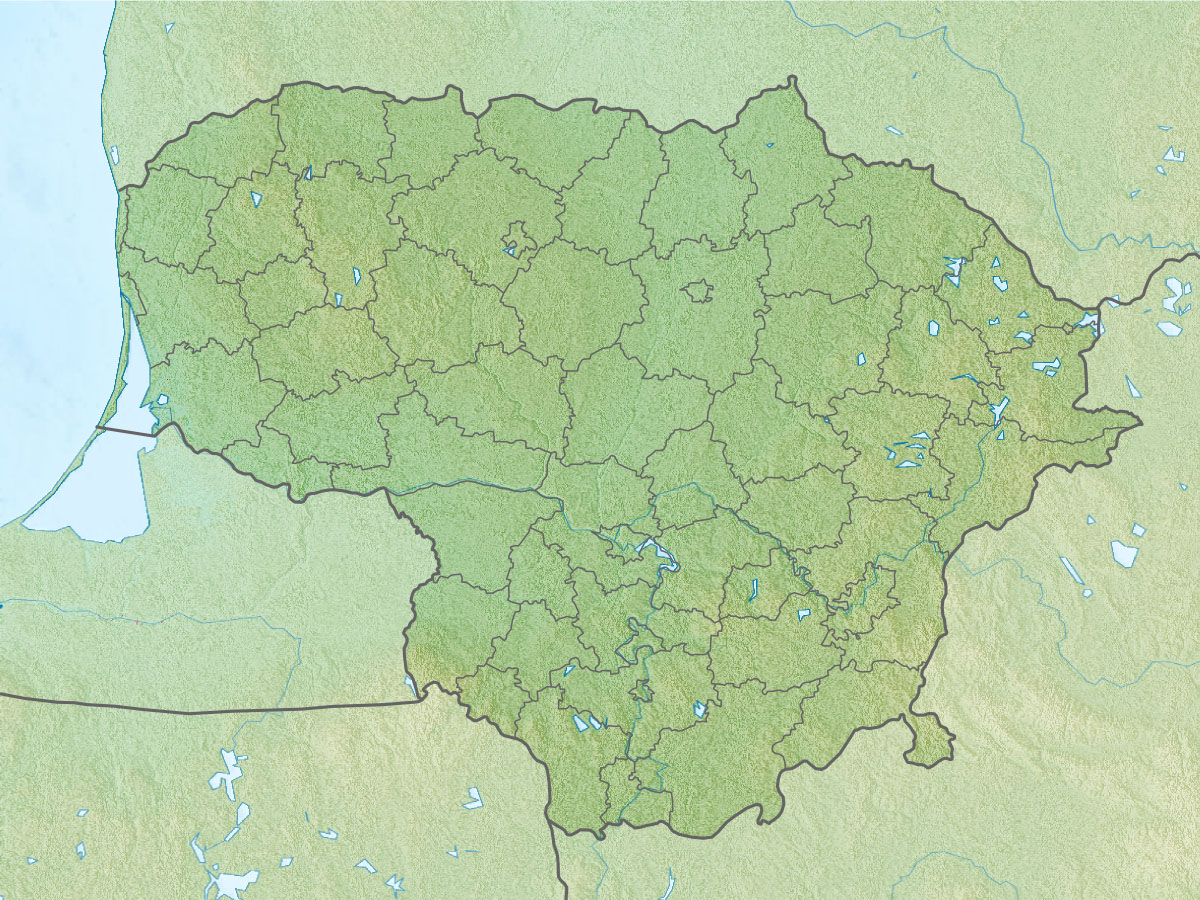
Carte topographique de la Lituanie.

Localisation de la Lituanie en Europe.

Cette liste commentée recense la mammalofaune en Lituanie. Elle répertorie les espèces de mammifères lituaniens actuels et celles qui ont été récemment classifiées comme éteintes (à partir de l'Holocène, depuis donc 11 700 ans av. J.‑C.). Cette liste comporte 93 espèces réparties en dix ordres et 27 familles, dont une est « en danger critique d'extinction », deux sont « en danger », deux autres sont « vulnérables » et six sont « quasi menacées » (selon les critères de la liste rouge de l'UICN au niveau mondial).
Elle contient au moins neuf espèces introduites sur ce territoire, qui sont plus ou moins bien acclimatées. Il peut contenir aussi dans cette liste des animaux non reconnus par la liste rouge de l'UICN (un mammifère ici) et ils sont classés en « non évalué » : cela étant dû notamment au manque de données et à des espèces domestiques, disparues ou éteintes avant le XVIe siècle. Il n'existe pas en Lituanie d'espèces et de sous-espèces de mammifères endémiques.

## Statuts de la liste rouge de l'UICN
Les statuts de conservation utilisés par la liste rouge de l'UICN mondiale sont :
| (EX) | Éteint                  | Il n'y a pas le moindre doute sur le fait que le dernier spécimen recensé est mort.                                                                   |
| (EW) | Éteint à l'état sauvage | L'espèce est connue uniquement en captivité ou en tant que population naturalisée bien en dehors de son ancienne aire de répartition.                 |
| (CR) | En danger critique      | L'espèce risque prochainement de s'éteindre à l'état sauvage.                                                                                         |
| (EN) | En danger               | L'espèce fait face à un très gros risque d'extinction à l'état sauvage.                                                                               |
| (VU) | Vulnérable              | L'espèce fait face à un gros risque d'extinction à l'état sauvage.                                                                                    |
| (NT) | Quasi menacé            | L'espèce ne satisfait pas un ou plusieurs des critères prévus qui permettraient de la catégoriser, mais pourrait risquer de s'éteindre dans le futur. |
| (LC) | Préoccupation mineure   | Il n'y a pas de risque identifiable pour l'espèce. |
| (DD) | Données insuffisantes   | Il n'y a pas d'information adéquate qui permettraient de faire une évaluation des risques pour cette espèce.                                          |
| (NE) | Non évalué              | L'espèce n'a pas encore été confrontée aux critères précédents, n'est pas reconnue par l'UICN ou bien s'est éteinte avant le XVIe siècle.             |

## Ordre:Primates

### Famille:Hominidés
| Nom binominal, nom vulgaire et citation d'auteurs | Nom vulgaire lituanien (langue officielle de la Lituanie) | Origine et statut en Lituanie | Aire de répartition                    | Statut UICN mondial | Image         |
| ------------------------------------------------- | --------------------------------------------------------- | ----------------------------- | -------------------------------------- | ------------------- | ------------- |
| Homo sapiens (Homme moderne) Linnaeus, 1758       | Žmogus                                                    | Autochtone,                   | Aire de répartition de l'Homme moderne | [ 2 ]               | Homme moderne |

## Ordre:Lagomorphes

### Famille:Léporidés
| Nom binominal, nom vulgaire et citation d'auteurs | Nom vulgaire lituanien (langue officielle de la Lituanie) | Origine et statut en Lituanie | Aire de répartition                    | Statut UICN mondial | Image           |
| ------------------------------------------------- | --------------------------------------------------------- | ----------------------------- | -------------------------------------- | ------------------- | --------------- |
| Lepus europaeus (Lièvre d'Europe) Pallas, 1778    | Pilkasis kiškis                                           | Autochtone                    | Aire de répartition du Lièvre d'Europe | [ 3 ]               | Lièvre d'Europe |
| Lepus timidus (Lièvre variable) Linnaeus, 1758    | Baltasis kiškis                                           | Autochtone                    | Aire de répartition du Lièvre variable | [ 4 ]               | Lièvre variable |

## Ordre:Rodentiens

### Famille:Castoridés
| Nom binominal, nom vulgaire et citation d'auteurs | Nom vulgaire lituanien (langue officielle de la Lituanie) | Origine et statut en Lituanie | Aire de répartition                     | Statut UICN mondial | Image            |
| ------------------------------------------------- | --------------------------------------------------------- | ----------------------------- | --------------------------------------- | ------------------- | ---------------- |
| Castor fiber (Castor d'Eurasie) Linnaeus, 1758    | Upinis bebras                                             | Autochtone (Réintroduit),     | Aire de répartition du Castor d'Eurasie | [ 5 ]               | Castor d'Eurasie |

### Famille:Dipodidés
| Nom binominal, nom vulgaire et citation d'auteurs      | Nom vulgaire lituanien (langue officielle de la Lituanie) | Origine et statut en Lituanie | Aire de répartition                            | Statut UICN mondial | Image                |
| ------------------------------------------------------ | --------------------------------------------------------- | ----------------------------- | ---------------------------------------------- | ------------------- | -------------------- |
| Sicista betulina (Siciste des bouleaux) (Pallas, 1779) | Beržinė sicista                                           | Autochtone                    | Aire de répartition de la Siciste des bouleaux | [ 6 ]               | Siciste des bouleaux |

### Famille:Cricétidés
| Nom binominal, nom vulgaire et citation d'auteurs                        | Nom vulgaire lituanien (langue officielle de la Lituanie) | Origine et statut en Lituanie | Aire de répartition                         | Statut UICN mondial | Image                |
| ------------------------------------------------------------------------ | --------------------------------------------------------- | ----------------------------- | ------------------------------------------- | ------------------- | -------------------- |
| Arvicola amphibius (Campagnol terrestre) (Linnaeus, 1758)                | Vandeninis pelėnas                                        | Autochtone                    | Aire de répartition du Campagnol terrestre  | [ 7 ]               | Campagnol terrestre  |
| Microtus oeconomus (Campagnol nordique) (Pallas, 1776)                   | Pelkinis pelėnas                                          | Autochtone                    | Illustration manquante                      | [ 8 ]               | Campagnol nordique   |
| Microtus agrestis (Campagnol agreste) (Linnaeus, 1761)                   | Pievinis pelėnas                                          | Autochtone                    | Aire de répartition du Campagnol agreste    | [ 9 ]               | Campagnol agreste    |
| Microtus arvalis (Campagnol des champs) (Pallas, 1778)                   | Paprastasis pelėnas                                       | Autochtone                    | Aire de répartition du Campagnol des champs | [ 10 ]              | Campagnol des champs |
| Microtus levis (Campagnol d'Ondrias) Miller, 1908                        | Pelėnas dvynys                                            | Autochtone                    | Illustration manquante                      | [ 11 ]              | Campagnol d'Ondrias  |
| Microtus subterraneus (Campagnol souterrain) (de Sélys Longchamps, 1836) | Urvinis pelėnas                                           | Peut-être autochtone,         | Illustration manquante                      | [ 13 ]              | Campagnol souterrain |
| Myodes glareolus (Campagnol roussâtre) Schreber, 1780                    | Rudasis pelėnas                                           | Autochtone                    | Aire de répartition du Campagnol roussâtre  | [ 14 ]              | Campagnol roussâtre  |
| Ondatra zibethicus (Rat musqué) (Linnaeus, 1766)                         | Ondatra                                                   | Allochtone (Introduit),       | Aire de répartition du Rat musqué           | [ 15 ]              | Rat musqué           |

### Famille:Muridés
| Nom binominal, nom vulgaire et citation d'auteurs       | Nom vulgaire lituanien (langue officielle de la Lituanie) | Origine et statut en Lituanie | Aire de répartition                     | Statut UICN mondial | Image            |
| ------------------------------------------------------- | --------------------------------------------------------- | ----------------------------- | --------------------------------------- | ------------------- | ---------------- |
| Apodemus agrarius (Mulot rayé) (Pallas, 1771)           | Dirvinė pelė                                              | Autochtone                    | Illustration manquante                  | [ 16 ]              | Mulot rayé       |
| Apodemus flavicollis (Mulot à collier) (Melchior, 1834) | Geltonkaklė pelė                                          | Autochtone                    | Aire de répartition du Mulot à collier  | [ 17 ]              | Mulot à collier  |
| Apodemus sylvaticus (Mulot sylvestre) (Linnaeus, 1758)  | Miškinė pelė                                              | Autochtone                    | Aire de répartition du Mulot sylvestre  | [ 18 ]              | Mulot sylvestre  |
| Apodemus uralensis (Mulot pygmée) (Pallas, 1811)        | Mažoji miškinė pelė                                       | Autochtone                    | Aire de répartition du Mulot pygmée     | [ 19 ]              | Mulot pygmée     |
| Micromys minutus (Rat des moissons) (Pallas, 1771)      | Pelė mažylė                                               | Autochtone                    | Aire de répartition du Rat des moissons | [ 20 ]              | Rat des moissons |
| Mus musculus (Souris grise) Linnaeus, 1758              | Naminė pelė                                               | Allochtone (Introduit),       | Aire de répartition de la Souris grise  | [ 21 ]              | Souris grise     |
| Rattus norvegicus (Rat surmulot) (Berkenhout, 1769)     | Pilkoji žiurkė                                            | Allochtone (Introduit)        | Aire de répartition du Rat surmulot     | [ 23 ]              | Rat surmulot     |
| Rattus rattus (Rat noir) (Linnaeus, 1758)               | Juodoji žiurkė                                            | Allochtone (Introduit)        | Aire de répartition du Rat noir         | [ 24 ]              | Rat noir         |

### Famille:Gliridés
| Nom binominal, nom vulgaire et citation d'auteurs     | Nom vulgaire lituanien (langue officielle de la Lituanie) | Origine et statut en Lituanie   | Aire de répartition                 | Statut UICN mondial | Image          |
| ----------------------------------------------------- | --------------------------------------------------------- | ------------------------------- | ----------------------------------- | ------------------- | -------------- |
| Glis glis (Loir gris) Linnaeus, 1766                  | Didžioji miegapelė                                        | Autochtone                      | Aire de répartition du Loir gris    | [ 25 ]              | Loir gris      |
| Dryomys nitedula (Lérotin commun) (Pallas, 1778)      | Miškinė miegapelė                                         | Autochtone                      | Illustration manquante              | [ 26 ]              | Lérotin commun |
| Eliomys quercinus (Lérot commun) (Linnaeus, 1766)     | Ąžuolinė miegapelė                                        | Autochtone (Peut-être disparu), | Aire de répartition du Lérot commun | [ 27 ]              | Lérot commun   |
| Muscardinus avellanarius (Muscardin) (Linnaeus, 1758) | Lazdyninė miegapelė                                       | Autochtone                      | Aire de répartition du Muscardin    | [ 28 ]              | Muscardin      |

### Famille:Sciuridés
| Nom binominal, nom vulgaire et citation d'auteurs        | Nom vulgaire lituanien (langue officielle de la Lituanie) | Origine et statut en Lituanie | Aire de répartition                          | Statut UICN mondial | Image                 |
| -------------------------------------------------------- | --------------------------------------------------------- | ----------------------------- | -------------------------------------------- | ------------------- | --------------------- |
| Pteromys volans (Polatouche de Sibérie) (Linnaeus, 1758) | Voverė skraiduolė                                         | Autochtone (Disparu),         | Aire de répartition du Polatouche de Sibérie | [ 29 ]              | Polatouche de Sibérie |
| Sciurus vulgaris (Écureuil roux) Linnaeus, 1758          | Paprastoji voverė                                         | Autochtone                    | Aire de répartition de l'Écureuil roux       | [ 30 ]              | Écureuil roux         |

## Ordre:Érinacéomorphes

### Famille:Érinacéidés
| Nom binominal, nom vulgaire et citation d'auteurs                  | Nom vulgaire lituanien (langue officielle de la Lituanie) | Origine et statut en Lituanie | Aire de répartition                                  | Statut UICN mondial | Image                         |
| ------------------------------------------------------------------ | --------------------------------------------------------- | ----------------------------- | ---------------------------------------------------- | ------------------- | ----------------------------- |
| Erinaceus europaeus (Hérisson d'Europe occidentale) Linnaeus, 1758 | Šiaurės vakarų Europos ežys                               | Peut-être autochtone          | Aire de répartition du Hérisson d'Europe occidentale | [ 32 ]              | Hérisson d'Europe occidentale |
| Erinaceus roumanicus (Hérisson des Balkans) Barrett-Hamilton, 1900 | Šiaurinis baltakrūtis ežys                                | Autochtone                    | Aire de répartition du Hérisson des Balkans          | [ 33 ]              | Hérisson des Balkans          |

## Ordre:Soricomorphes

### Famille:Soricidés
| Nom binominal, nom vulgaire et citation d'auteurs           | Nom vulgaire lituanien (langue officielle de la Lituanie) | Origine et statut en Lituanie | Aire de répartition                             | Statut UICN mondial | Image                 |
| ----------------------------------------------------------- | --------------------------------------------------------- | ----------------------------- | ----------------------------------------------- | ------------------- | --------------------- |
| Crocidura suaveolens (Crocidure des jardins) (Pallas, 1811) | Mažasis baltadantis kirstukas                             | Autochtone (Disparu)          | Aire de répartition de la Crocidure des jardins | [ 34 ]              | Crocidure des jardins |
| Neomys anomalus (Crossope de Miller) Cabrera, 1907          | Mažasis vandeninis kirstukas                              | Autochtone                    | Aire de répartition de la Crossope de Miller    | [ 36 ]              | Crossope de Miller    |
| Neomys fodiens (Crossope aquatique) (Pennant, 1771)         | Vandeninis kirstukas                                      | Autochtone                    | Aire de répartition de la Crossope aquatique    | [ 37 ]              | Crossope aquatique    |
| Sorex araneus (Musaraigne carrelet) Linnaeus, 1758          | Paprastasis kirstukas                                     | Autochtone                    | Aire de répartition de la Musaraigne carrelet   | [ 38 ]              | Musaraigne carrelet   |
| Sorex caecutiens (Musaraigne masquée) Laxmann, 1788         | — aucun —                                                 | Peut-être autochtone,         | Aire de répartition de la Musaraigne masquée    | [ 39 ]              | Musaraigne masquée    |
| Sorex minutus (Musaraigne pygmée) Linnaeus, 1766            | Kirstukas nykštukas                                       | Autochtone                    | Aire de répartition de la Musaraigne pygmée     | [ 41 ]              | Musaraigne pygmée     |

### Famille:Talpidés
| Nom binominal, nom vulgaire et citation d'auteurs | Nom vulgaire lituanien (langue officielle de la Lituanie) | Origine et statut en Lituanie | Aire de répartition                      | Statut UICN mondial | Image          |
| ------------------------------------------------- | --------------------------------------------------------- | ----------------------------- | ---------------------------------------- | ------------------- | -------------- |
| Talpa europaea (Taupe d'Europe) Linnaeus, 1758    | Kurmis                                                    | Autochtone                    | Aire de répartition de la Taupe d'Europe | [ 42 ]              | Taupe d'Europe |

## Ordre:Chiroptères

### Famille:Rhinolophidés
| Nom binominal, nom vulgaire et citation d'auteurs             | Nom vulgaire lituanien (langue officielle de la Lituanie) | Origine et statut en Lituanie | Aire de répartition                     | Statut UICN mondial | Image            |
| ------------------------------------------------------------- | --------------------------------------------------------- | ----------------------------- | --------------------------------------- | ------------------- | ---------------- |
| Rhinolophus hipposideros (Petit Rhinolophe) (Bechstein, 1800) | Mažasis pasagnosis šikšnosparnis                          | Autochtone (Disparu)          | Aire de répartition du Petit Rhinolophe | [ 44 ]              | Petit Rhinolophe |

### Famille:Vespertilionidés
| Nom binominal, nom vulgaire et citation d'auteurs                             | Nom vulgaire lituanien (langue officielle de la Lituanie) | Origine et statut en Lituanie | Aire de répartition                                | Statut UICN mondial | Image                    |
| ----------------------------------------------------------------------------- | --------------------------------------------------------- | ----------------------------- | -------------------------------------------------- | ------------------- | ------------------------ |
| Myotis bechsteinii (Murin de Bechstein) (Kuhl, 1817)                          | — aucun —                                                 | Autochtone (Disparu)          | Aire de répartition du Murin de Bechstein          | [ 45 ]              | Murin de Bechstein       |
| Myotis brandtii (Murin de Brandt) (Eversmann, 1845)                           | Branto pelėausis                                          | Autochtone                    | Aire de répartition du Murin de Brandt             | [ 46 ]              | Murin de Brandt          |
| Myotis dasycneme (Murin des marais) (Boie, 1825)                              | Kūdrinis pelėausis                                        | Autochtone                    | Aire de répartition du Murin des marais            | [ 47 ]              | Murin des marais         |
| Myotis daubentonii (Murin de Daubenton) (Kuhl, 1817)                          | Vandeninis pelėausis                                      | Autochtone                    | Aire de répartition du Murin de Daubenton          | [ 48 ]              | Murin de Daubenton       |
| Myotis myotis (Grand Murin) (Borkhausen, 1797)                                | Didysis pelėausis                                         | Autochtone (Disparu)          | Aire de répartition du Grand Murin                 | [ 49 ]              | Grand Murin              |
| Myotis mystacinus (Murin à moustaches) (Kuhl, 1817)                           | Ūsuotasis pelėausis                                       | Autochtone (Disparu)          | Aire de répartition du Murin à moustaches          | [ 50 ]              | Murin à moustaches       |
| Myotis nattereri (Murin de Natterer) (Kuhl, 1817)                             | Natererio pelėausis                                       | Autochtone                    | Aire de répartition du Murin de Natterer           | [ 51 ]              | Murin de Natterer        |
| Eptesicus nilssonii (Sérotine de Nilsson) (Keyserling & Blasius, 1839)        | Šiaurinis šikšnys                                         | Autochtone                    | Aire de répartition de la Sérotine de Nilsson      | [ 52 ]              | Sérotine de Nilsson      |
| Eptesicus serotinus (Sérotine commune) (Schreber, 1774)                       | Vėlyvasis šikšnys                                         | Autochtone                    | Aire de répartition de la Sérotine commune         | [ 53 ]              | Sérotine commune         |
| Nyctalus leisleri (Noctule de Leisler) (Kuhl, 1817)                           | Mažasis nakviša                                           | Autochtone                    | Aire de répartition de la Noctule de Leisler       | [ 54 ]              | Noctule de Leisler       |
| Nyctalus noctula (Noctule commune) (Schreber, 1774)                           | Rudasis nakviša                                           | Autochtone                    | Aire de répartition de la Noctule commune          | [ 55 ]              | Noctule commune          |
| Pipistrellus nathusii (Pipistrelle de Nathusius) (Keyserling & Blasius, 1839) | Natuzijaus šikšniukas                                     | Autochtone                    | Aire de répartition de la Pipistrelle de Nathusius | [ 56 ]              | Pipistrelle de Nathusius |
| Pipistrellus pipistrellus (Pipistrelle commune) (Schreber, 1774)              | Šikšniukas nykštukas                                      | Autochtone                    | Aire de répartition de la Pipistrelle commune      | [ 57 ]              | Pipistrelle commune      |
| Pipistrellus pygmaeus (Pipistrelle pygmée) (Leach, 1825)                      | Sopraninis šikšniukas                                     | Autochtone                    | Aire de répartition de la Pipistrelle pygmée       | [ 58 ]              | Pipistrelle pygmée       |
| Barbastella barbastellus (Barbastelle d'Europe) (Schreber, 1774)              | Europinis plačiaausis                                     | Autochtone                    | Aire de répartition de la Barbastelle d'Europe     | [ 59 ]              | Barbastelle d'Europe     |
| Plecotus auritus (Oreillard roux) (Linnaeus, 1758)                            | Rudasis ausylis                                           | Autochtone                    | Aire de répartition de l'Oreillard roux            | [ 60 ]              | Oreillard roux           |
| Plecotus austriacus (Oreillard gris) (J. Fischer, 1829)                       | Pilkasis ausylis                                          | Peut-être autochtone          | Aire de répartition de l'Oreillard gris            | [ 61 ]              | Oreillard gris           |
| Vespertilio murinus (Sérotine bicolore) Linnaeus, 1758                        | Dvispalvis plikšnys                                       | Autochtone                    | Aire de répartition de la Sérotine bicolore        | [ 62 ]              | Sérotine bicolore        |

## Ordre:Cétacés

### Famille:Balænoptéridés
| Nom binominal, nom vulgaire et citation d'auteurs         | Nom vulgaire lituanien (langue officielle de la Lituanie) | Origine et statut en Lituanie | Aire de répartition                       | Statut UICN mondial | Image           |
| --------------------------------------------------------- | --------------------------------------------------------- | ----------------------------- | ----------------------------------------- | ------------------- | --------------- |
| Balaenoptera physalus (Rorqual commun) (Linnaeus, 1758)   | Finvalas                                                  | Peut-être erratique,          | Aire de répartition du Rorqual commun     | [ 63 ]              | Rorqual commun  |
| Megaptera novaeangliae (Baleine à bosse) (Borowski, 1781) | Kuprotasis banginis                                       | Peut-être erratique           | Aire de répartition de la Baleine à bosse | [ 64 ]              | Baleine à bosse |

### Famille:Delphinidés
| Nom binominal, nom vulgaire et citation d'auteurs                      | Nom vulgaire lituanien (langue officielle de la Lituanie) | Origine et statut en Lituanie | Aire de répartition                                  | Statut UICN mondial | Image                         |
| ---------------------------------------------------------------------- | --------------------------------------------------------- | ----------------------------- | ---------------------------------------------------- | ------------------- | ----------------------------- |
| Tursiops truncatus (Grand Dauphin commun) (Montagu, 1821)              | Afalina                                                   | Erratique,                    | Aire de répartition du Grand Dauphin commun          | [ 66 ]              | Grand Dauphin commun          |
| Lagenorhynchus acutus (Lagénorhynque à flancs blancs) (Gray, 1828)     | Atanto baltašonis delfinas                                | Erratique                     | Aire de répartition du Lagénorhynque à flancs blancs | [ 67 ]              | Lagénorhynque à flancs blancs |
| Lagenorhynchus albirostris (Lagénorhynque à rostre blanc) (Gray, 1846) | Baltasnukis delfinas                                      | Erratique                     | Aire de répartition du Lagénorhynque à rostre blanc  | [ 68 ]              | Lagénorhynque à rostre blanc  |

### Famille:Monodontidés
| Nom binominal, nom vulgaire et citation d'auteurs | Nom vulgaire lituanien (langue officielle de la Lituanie) | Origine et statut en Lituanie | Aire de répartition            | Statut UICN mondial | Image   |
| ------------------------------------------------- | --------------------------------------------------------- | ----------------------------- | ------------------------------ | ------------------- | ------- |
| Delphinapterus leucas (Bélouga) (Pallas, 1776)    | Baltasis delfinas                                         | Erratique                     | Aire de répartition du Bélouga | [ 69 ]              | Bélouga |

### Famille:Phocœnidés
| Nom binominal, nom vulgaire et citation d'auteurs    | Nom vulgaire lituanien (langue officielle de la Lituanie) | Origine et statut en Lituanie | Aire de répartition                    | Statut UICN mondial | Image           |
| ---------------------------------------------------- | --------------------------------------------------------- | ----------------------------- | -------------------------------------- | ------------------- | --------------- |
| Phocoena phocoena (Marsouin commun) (Linnaeus, 1758) | Paprastoji jūrų kiaulė                                    | Erratique                     | Aire de répartition du Marsouin commun | [ 70 ]              | Marsouin commun |

## Ordre:Artiodactyles

### Famille:Bovidés
| Nom binominal, nom vulgaire et citation d'auteurs | Nom vulgaire lituanien (langue officielle de la Lituanie) | Origine et statut en Lituanie | Aire de répartition                     | Statut UICN mondial | Image            |
| ------------------------------------------------- | --------------------------------------------------------- | ----------------------------- | --------------------------------------- | ------------------- | ---------------- |
| Bison bonasus (Bison d'Europe) (Linnaeus, 1758)   | Stumbras                                                  | Autochtone (Réintroduit)      | Aire de répartition du Bison d'Europe   | [ 71 ]              | Bison d'Europe   |
| Bos taurus (Taurin) Linnaeus, 1758                | Jautis                                                    | Autochtone (Disparu)          | Aire de répartition du Taurin           | (NE)                |                  |
| Ovis aries (Mouflon oriental) Linnaeus, 1758      | Muflonas                                                  | Allochtone (Introduit)        | Aire de répartition du Mouflon oriental | [ 72 ]              | Mouflon oriental |

### Famille:Cervidés
| Nom binominal, nom vulgaire et citation d'auteurs         | Nom vulgaire lituanien (langue officielle de la Lituanie) | Origine et statut en Lituanie         | Aire de répartition                       | Statut UICN mondial | Image              |
| --------------------------------------------------------- | --------------------------------------------------------- | ------------------------------------- | ----------------------------------------- | ------------------- | ------------------ |
| Alces alces (Élan) (Linnaeus, 1758)                       | Briedis                                                   | Autochtone                            | Aire de répartition de l'Élan             | [ 73 ]              | Élan               |
| Capreolus capreolus (Chevreuil européen) (Linnaeus, 1758) | Stirna                                                    | Autochtone                            | Aire de répartition du Chevreuil européen | [ 74 ]              | Chevreuil européen |
| Cervus elaphus (Cerf élaphe) Linnaeus, 1758               | Taurusis elnias                                           | Autochtone (Réintroduit)              | Aire de répartition du Cerf élaphe        | [ 75 ]              | Cerf élaphe        |
| Cervus nippon (Cerf sika) Temminck, 1838                  | Dėmėtasis elnias                                          | Allochtone (Peut-être non acclimaté), | Illustration manquante                    | [ 77 ]              | Cerf sika          |
| Dama dama (Daim européen) (Linnaeus, 1758)                | Danielius                                                 | Allochtone (Introduit)                | Aire de répartition du Daim européen      | [ 78 ]              | Daim européen      |

### Famille:Suidés
| Nom binominal, nom vulgaire et citation d'auteurs | Nom vulgaire lituanien (langue officielle de la Lituanie) | Origine et statut en Lituanie | Aire de répartition                       | Statut UICN mondial | Image              |
| ------------------------------------------------- | --------------------------------------------------------- | ----------------------------- | ----------------------------------------- | ------------------- | ------------------ |
| Sus scrofa (Sanglier d'Eurasie) Linnaeus, 1758    | Šernas                                                    | Autochtone                    | Aire de répartition du Sanglier d'Eurasie | [ 79 ]              | Sanglier d'Eurasie |

## Ordre:Périssodactyles

### Famille:Équidés
| Nom binominal, nom vulgaire et citation d'auteurs | Nom vulgaire lituanien (langue officielle de la Lituanie) | Origine et statut en Lituanie | Aire de répartition           | Statut UICN mondial | Image  |
| ------------------------------------------------- | --------------------------------------------------------- | ----------------------------- | ----------------------------- | ------------------- | ------ |
| Equus caballus (Cheval) Linnaeus, 1758            | Arklys                                                    | Autochtone (Disparu)          | Aire de répartition du Cheval | [ 80 ]              | Cheval |

## Ordre:Carnivores

### Famille:Canidés
| Nom binominal, nom vulgaire et citation d'auteurs      | Nom vulgaire lituanien (langue officielle de la Lituanie) | Origine et statut en Lituanie | Aire de répartition                   | Statut UICN mondial | Image          |
| ------------------------------------------------------ | --------------------------------------------------------- | ----------------------------- | ------------------------------------- | ------------------- | -------------- |
| Canis aureus (Chacal doré) Linnaeus, 1758              | Paprastasis šakalas                                       | Erratique                     | Aire de répartition du Chacal doré    | [ 82 ]              |                |
| Canis lupus (Loup gris) Linnaeus, 1758                 | Pilkasis vilkas                                           | Autochtone                    | Aire de répartition du Loup gris      | [ 83 ]              | Loup gris      |
| Nyctereutes procyonoides (Chien viverrin) (Gray, 1834) | Usūrinis šuo                                              | Allochtone,                   | Aire de répartition du Chien viverrin | [ 84 ]              | Chien viverrin |
| Vulpes vulpes (Renard roux) (Linnaeus, 1758)           | Rudoji lapė                                               | Autochtone                    | Aire de répartition du Renard roux    | [ 85 ]              | Renard roux    |

### Famille:Ursidés
| Nom binominal, nom vulgaire et citation d'auteurs | Nom vulgaire lituanien (langue officielle de la Lituanie) | Origine et statut en Lituanie         | Aire de répartition                | Statut UICN mondial | Image     |
| ------------------------------------------------- | --------------------------------------------------------- | ------------------------------------- | ---------------------------------- | ------------------- | --------- |
| Ursus arctos (Ours brun) Linnaeus, 1758           | Rudasis lokys                                             | Autochtone (Disparu, puis erratique), | Aire de répartition de l'Ours brun | [ 87 ]              | Ours brun |

### Famille:Mustélidés
| Nom binominal, nom vulgaire et citation d'auteurs  | Nom vulgaire lituanien (langue officielle de la Lituanie) | Origine et statut en Lituanie | Aire de répartition                        | Statut UICN mondial | Image             |
| -------------------------------------------------- | --------------------------------------------------------- | ----------------------------- | ------------------------------------------ | ------------------- | ----------------- |
| Lutra lutra (Loutre commune) (Linnaeus, 1758)      | Ūdra                                                      | Autochtone                    | Aire de répartition de la Loutre commune   | [ 88 ]              | Loutre commune    |
| Gulo gulo (Glouton) (Linnaeus, 1758)               | Ernis                                                     | Autochtone (Disparu)          | Aire de répartition du Glouton             | [ 90 ]              | Glouton           |
| Martes foina (Fouine) (Erxleben, 1777)             | Akmeninė kiaunė                                           | Autochtone                    | Aire de répartition de la Fouine           | [ 91 ]              | Fouine            |
| Martes martes (Martre des pins) (Linnaeus, 1758)   | Miškinė kiaunė                                            | Autochtone                    | Aire de répartition de la Martre des pins  | [ 92 ]              | Martre des pins   |
| Meles meles (Blaireau européen) (Linnaeus, 1758)   | Barsukas                                                  | Autochtone                    | Aire de répartition du Blaireau européen   | [ 93 ]              | Blaireau européen |
| Mustela lutreola (Vison d'Europe) (Linnaeus, 1761) | Europinė audinė                                           | Autochtone (Disparu)          | Aire de répartition du Vison d'Europe      | [ 94 ]              | Vison d'Europe    |
| Mustela erminea (Hermine) Linnaeus, 1758           | Šermuonėlis                                               | Autochtone                    | Aire de répartition de l'Hermine           | [ 95 ]              | Hermine           |
| Mustela nivalis (Belette d'Europe) Linnaeus, 1766  | Žebenkštis                                                | Autochtone                    | Aire de répartition de la Belette d'Europe | [ 96 ]              | Belette d'Europe  |
| Mustela putorius (Putois d'Europe) Linnaeus, 1758  | Tamsusis šeškas                                           | Autochtone                    | Aire de répartition du Putois d'Europe     | [ 97 ]              | Putois d'Europe   |
| Neovison vison (Vison d'Amérique) (Schreber, 1777) | Kanadinė audinė                                           | Allochtone (Introduit)        | Aire de répartition du Vison d'Amérique    | [ 98 ]              | Vison d'Amérique  |

### Famille:Procyonidés
| Nom binominal, nom vulgaire et citation d'auteurs    | Nom vulgaire lituanien (langue officielle de la Lituanie) | Origine et statut en Lituanie        | Aire de répartition                        | Statut UICN mondial | Image               |
| ---------------------------------------------------- | --------------------------------------------------------- | ------------------------------------ | ------------------------------------------ | ------------------- | ------------------- |
| Procyon lotor (Raton laveur commun) (Linnaeus, 1758) | Paprastasis meškėnas                                      | Allochtone (Peut-être non acclimaté) | Aire de répartition du Raton laveur commun | [ 100 ]             | Raton laveur commun |

### Famille:Phocidés
| Nom binominal, nom vulgaire et citation d'auteurs  | Nom vulgaire lituanien (langue officielle de la Lituanie) | Origine et statut en Lituanie | Aire de répartition                      | Statut UICN mondial | Image             |
| -------------------------------------------------- | --------------------------------------------------------- | ----------------------------- | ---------------------------------------- | ------------------- | ----------------- |
| Halichoerus grypus (Phoque gris) (Fabricius, 1791) | Pilkasis ruonis                                           | Erratique                     | Aire de répartition du Phoque gris       | [ 101 ]             | Phoque gris       |
| Phoca vitulina (Phoque veau marin) Linnaeus, 1758  | Paprastasis ruonis                                        | Erratique                     | Aire de répartition du Phoque veau marin | [ 102 ]             | Phoque veau marin |
| Pusa hispida (Phoque annelé) (Schreber, 1775)      | Žieduotasis ruonis                                        | Erratique                     | Aire de répartition du Phoque annelé     | [ 103 ]             | Phoque annelé     |

### Famille:Félidés
| Nom binominal, nom vulgaire et citation d'auteurs | Nom vulgaire lituanien (langue officielle de la Lituanie) | Origine et statut en Lituanie | Aire de répartition                 | Statut UICN mondial | Image        |
| ------------------------------------------------- | --------------------------------------------------------- | ----------------------------- | ----------------------------------- | ------------------- | ------------ |
| Felis silvestris (Chat sauvage) Schreber, 1777    | Vilpišys                                                  | Autochtone (Disparu)          | Aire de répartition du Chat sauvage | [ 104 ]             | Chat sauvage |
| Lynx lynx (Lynx boréal) (Linnaeus, 1758)          | Paprastoji lūšis                                          | Autochtone                    | Aire de répartition du Lynx boréal  | [ 105 ]             | Lynx boréal  |